# ワンオフ
ワンオフ(one off)とは、ある目的のために製作されたものを指す。
英語の"one-off"/"one off"に由来する。"one-off"は一度限り行われる事、あるいは一回限り作られる物という意味を表す。
名詞としては一回限りの使い捨て製品（one-off dish, one-off syringe など）の事を指し、日本においては主に「一度限りの製造品」という意味合いで使われる言葉である。
一般には自動車やオートバイ用パーツのカスタムパーツなどで用いられている。ただし、工業用製品でもしばしば用いられることがある。
ファッションの分野ではワンオフという言葉より、ビスポークやオーダーメイドという言葉が使われる。

## 自動車
自動車用パーツなどでしばしば「ワンオフ」と呼ばれるパーツには、客が店に対してオーダーをして作成してもらう場合と店側が独自に作成して販売するという形態の2つの形態があるが、一般的に、前者の方が高くなる。(後者はショップオリジナルの既製品パーツと見られる。)
例えばマフラーひとつにしてもチューニングカーであればスカイラインやシルビア、シビック、VIPカーであればセルシオやシーマと言ったような定番車種であれば複数のメーカーから(複数のシリーズを持つメーカーだと時に一社だけで何種類も)製品が出ている。
しかし反面、マイナーな車種をカスタムしようとすると既製品がない場合が多々ある。またかつては定番であったとしても現存数の減少などでマイナー車の座に転落すればラインナップから外すメーカーも当然出てくるだろうし、極端に古かったりそもそも新車の時点で売れていなかったりすると社外品はおろか在庫の枯渇で純正品すら供給されなくなることもある。また性能面であれば過給器の装着に伴うバランスの問題、意匠面であればテールパイプの太さや色(素材)、本数と言ったようにユーザーが特別な要求を持つ場合は既製品では満足のいく結果にはならないことがある。
このような場合の打開策として、パーツのワンオフ制作はひとつの選択肢となりうる。
自動車そのものについては、BALLYHOO MANTA-RAYを例にすると、既存の車両を一から改造したり、新規にパーツ設計や製造、様々な車両からパーツを集めて改造や製造するなど
「フルオーダーメイド」と同じ意味で使われることが多い。

## 鉄道車両
鉄道車両においては「量産を前提としない」車両がワンオフ（1両・1編成のみ）で製造・改造される。
主に技術試験用の試験車がこれに該当する。量産性や営業運転への転用が度外視されている場合がほとんどである。他にも検測用の車両がワンオフという場合も多い。
また、特殊な目的で運用するためにワンオフで既存車両から改造を行う場合もある。ジョイフルトレインや観光用車両の多くが該当し、事業用車や検測用車両でも多い。

## 船舶（軍艦）
船舶（軍艦）においては特殊用途および試験運用のために一隻のみ建造されることが多い。また、戦局の悪化および建造費の高騰から一隻のみで建造が打ち切られ、同型艦がないケースも生じる。

## その他の工業製品
工業用製品についてはほとんどすべてフルオーダーメイドという意味で利用されており、メーカーが作成して販売するようなことは極めて稀である。
工業用製品でのワンオフはしばしば発生しており、ロケットや原子力発電所などの一般的ではないものについてはほとんどワンオフ作成のパーツが用いられている。